# Edgar Morin
Edgar Morin, pseudònim d'Edgar Nahoum (París, 8 de juliol de 1921), és un filòsof francès, un dels principals precursors del pensament complex.

## Biografia
Va néixer el 8 de juliol de 1921 a la ciutat de París en una família sefardita. Va estudiar geografia, història i dret a la Sorbona, on es llicencià el 1942.
Membre del Partit Comunista Francès, participà en la Resistència francesa durant la Segona Guerra Mundial, en què coincidí amb François Mitterrand. En aquell moment adoptà el pseudònim de Morin, que utilitzarà posteriorment. Un cop alliberada França, participa en l'ocupació d'Alemanya i escriu L'any zero d'Alemanya, en què descriu la situació del poble alemany. A partir del 1949, s'allunya del Partit Comunista Francès, del qual és expulsat poc després per les seves idees contràries a l'estalinisme.
Gràcies als consells de Georges Friedmann, entrà al Centre Nacional de la Recerca Científica (CNRS), en què conduí un estudi pluridisciplinari sobre una localitat de la Bretanya, publicat sota el títol de Plozévet. Aquest és considerat un dels primers assajos d'etnologia de la societat francesa contemporània. S'interessà per les pràctiques culturals emergents i mal considerades pels intel·lectuals en general. Posteriorment, creà i dirigí el Centre d'Estudis sobre les Comunicacions de Masses (CECMAS), en què es publiquen particularment estudis sobre la televisió mitjançant la revista Communication, que dirigeix encara avui.
Durant la revolta estudiantil del maig francès (1968), escriu articles per a Le Monde, en els quals desxifra el significat i sentit d'aquest succés. Director emèrit de recerca al CNRS, va crear i dirigir l'Associació pel Pensament Complex (APC).
L'any 1994 fou guardonat amb la 5a edició del Premi Internacional Catalunya concedit per la Generalitat de Catalunya.

## Desenvolupament filosòfic
En integrar-se al CNRS, s'inicià en el camp de l'antropologia social, en el terreny de la cinematografia, aproximant-se al surrealisme, encara que no abandonà els seus ideals socialistes, dels quals comparteix idees amb Franco Fortini i Roberto Guiducci, així com de Herbert Marcuse i altres filòsofs. Fundà i dirigí la revista Arguments (1956-1962), al mateix temps que visqué una crisi interior i es manifestà contra la Guerra algeriana (1954-1962).
En la dècada del 1960, inicià treballs i expedicions per Amèrica Llatina i quedà impressionat per la seva cultura. Posteriorment, comença a elaborar un pensament que faci complementar el desenvolupament del subjecte. A Poulhan, i en companyia dels seus col·laboradors, desenvolupà una investigació de caràcter experimental que culmina amb la tesi de la transdisciplinarietat, que li genera grans contradiccions amb altres acadèmics.
Amb el sorgiment de la revolució biogenètica, estudià el pensament de les tres teories que duen a l'organització de les seves noves idees (la cibernètica, la teoria de sistemes i la teoria de la informació). També es complementa amb la teoria de l'autorganització de Heinz von Förster. L'any 1977, elabora el concepte del coneixement enciclopèdic, del qual lliga els coneixements dispersos, proposant l'epistemologia de la complexitat.

## El pensament complex
El pensament de Morin argumenta que encara estem en un nivell "prehistòric" pel que fa a l'esperit humà i solament la "complexitat" pot civilitzar el coneixement. Amb aquest pensament, ens podem endinsar en el desenvolupament de la naturalesa humana multidimensional, la lògica generativa i dialèctica, dels quals l'univers és una barreja de caos i ordre. A partir del concepte i pràctica de l'acte-eco-organització, el subjecte i l'objecte són parts inseparables de la relació autoorganitzador-ecosistema.

## Imaginari col·lectiu

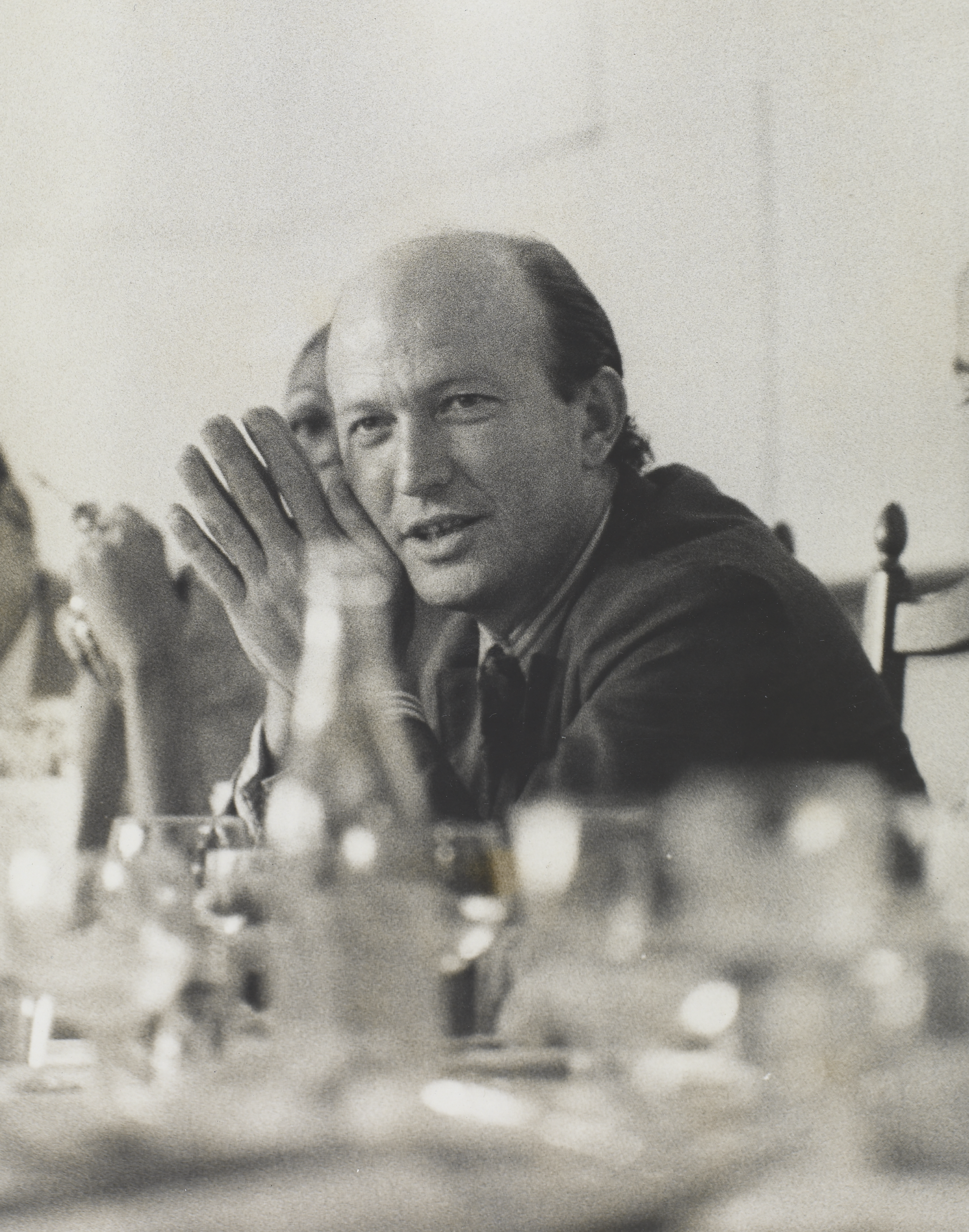
Edgar Morin en un col·loqui a Rio de Janeiro, 1972

Per Morin l'imaginari col·lectiu són el conjunt de desitjos, valors i pràctiques socials, que constitueixen un dualisme entre la imaginació i la realitat. De manera que la indústria cultural es posa al servei de l'imaginari col·lectiu, com a qualsevol element inventiu i creatiu necessari per a qualsevol producte cultural.
Aquest imaginari col·lectiu neix de la necessitat de sentir-se pertinent a la societat i encaixar. Per aquest motiu les masses es creen un ideal al qual volen aspirar, determinant aquest dualisme entre la realitat que viuen i l'imaginari a què aspiren.
La cultura de masses s'encarrega de crear els símbols, mites i imatges que pertanyen tant a la vida pràctica com a la imaginada. I aquesta cultura que s'instaura és producte d'un diàleg entre la indústria cultural i el públic. Per ell la cultura de massa no existeix, perquè la indústria cultural el que crea és una cultura positiva, i considera que la cultura de massa és una cultura per ser, una pròpia cultura.
Les idees de Morin van ajudar a la creació de la teoria culturològica, amb la finalitat d'estudiar la cultura de massa per individualitzar-ne els aspectes antropològics i les relacions que s'instauren entre el consumidor i l'objecte de consum.

## Obres
- 1951, L'homme et la mort
- 1969, La rumeur d'Orléans
- La Méthode (6 volumes)
  - 1977, La nature de la nature
  - 1980, La vie de la vie
  - 1986, La connaissance de la connaissance
  - 1991, Les idées
  - 2001, L'humanité de l'humanité
  - 2004, Éthique
- Autocritique (el seu distanciament del Partit Comunista)
- 1970, Journal de Californie
- 1981, Pour sortir du XXe siècle
- 1982, Science avec conscience
- 1983, De la nature de l'URSS
- 1990, Introduction à la pensée complex
- 1993, Terre-patrie
- 1994, Mes démons
- 1994, La complexité humaine
- 1997, Comprendre la complexité dans les organisations de soins
- 1999, L'intelligence de la complexité
- 1999, Relier les connaissances
- 1999, La tête bien faite
- 2000, Les sept savoirs nécessaires à l'éducation du futur
- 2001, Journal de Plozévet, Bretagne, 1965
- 2002, Pour une politique de civilisation
- 2002, Dialogue sur la connaissance. Entretiens avec des lycéens
- 2003, La violence du monde
- 2003, Éduquer pour l'ère planétaire, la pensée complex comme méthode d'apprentissage dans l'erreur et l'incertitude humaine
- 2003, Les enfants du ciel : entre vide, lumière, matière
- 2004, Pour entrer dans le XXIe siècle